# 肢體遊戲
肢體遊戲是指完全或幾乎不使用道具、主要透過身體的運動來玩的遊戲，通常規則較為單純。在幼兒及兒童的遊戲中，肢體遊戲佔了相當大的比例。幼兒及兒童肢體遊戲與反應和協調等體能和發展有關。